# Frédéric Née
Frédéric Née (ur. 18 kwietnia 1975 w Bayeux) – francuski piłkarz występujący na pozycji napastnika.

## Kariera klubowa
Frédéric Née zawodową karierę rozpoczynał w 1996 roku w SM Caen, gdzie w ataku grał między innymi u boku Maramy Vahiruy. Przez dwa sezony spędzone w tym zespole francuski napastnik rozegrał 56 meczów w lidze, w których strzelił 21 bramek. Latem 1998 roku przeniósł się do SC Bastia. Tam od razu wywalczył sobie miejsce w wyjściowej jedenastce. W sezonach 1998/1999 i 1999/2000 zdobył po jedenaście goli, a w kolejnych rozgrywkach z szesnastoma trafieniami na koncie zajął trzecie miejsce w klasyfikacji najlepszych strzelców. Bastia zajmowała kolejno trzynaste, dziesiąte oraz ósme miejsce w Ligue 1.
W 2001 roku Née podpisał kontrakt z Olympique Lyon. W ekipie „Les Gones” nie potrafił jednak przebić się do podstawowego składu i pełnił rolę rezerwowego, a czasami grywał nawet w drugiej drużynie. W ataku Lyonu występowali bowiem Sonny Anderson oraz Péguy Luyindula, a w sezonie 2002/2003 także Tony Vairelles. W barwach zespołu ze Stade Gerland Née wystąpił łącznie w 26 spotkaniach i tylko trzy razy wpisał się na listę strzelców. Razem z drużyną dwa razy z rzędu sięgnął po mistrzostwo kraju.
Następnie francuski gracz powrócił do Bastii. Początkowo tworzył tam duet napastników z Florianem Maurice’em, a następnie z Tonym Vairellesem. Z powodu kontuzji francuski zawodnik był zmuszony do zakończeniu kariery w sezonie 2006/2007. Dla Bastii rozegrał 92 mecze, a wliczając dorobek z poprzedniego pobytu na Stade Armand Cesari, wystąpił łącznie w 182 ligowych pojedynkach.

## Kariera reprezentacyjna
W 2001 roku Née został powołany do reprezentacji Francji na Puchar Konfederacji. Turniej ten zakończył się zwycięstwem „Trójkolorowych”, którzy w finale pokonali 1:0 Japonię. Na imprezie tej wychowanek Bastii wystąpił tylko raz, kiedy to 1 czerwca rozegrał 71 minut w przegranym 0:1 meczu z Australią. Jak się później okazało było to jedyne spotkanie Née w drużynie narodowej.